# 朗伍德鎮區 (密蘇里州佩蒂斯縣)
朗伍德鎮區（英語：Longwood Township）是位於美國密蘇里州佩蒂斯縣的一個行政鎮區。

## 地方資料
朗伍德鎮區的面積為99.69平方千米，當中陸地面積為99.30平方千米，而水域面積為0.38平方千米。根據2020年美國人口普查的數據，當地共有人口623人，而人口密度為每平方千米6.25人。